# Белоусов, Павел Александрович
Павел Александрович Белоусов (1924 — 19 сентября 1944) — красноармеец Рабоче-крестьянской Красной Армии, участник Великой Отечественной войны, Герой Советского Союза (1944).

## Биография
Родился в 1924 году в селе Михельполье (ныне посёлок Сейм Мантуровского района Курской области) в крестьянской семье. После окончания семи классов школы работал в колхозе. В 1943 году был призван на службу в Рабоче-крестьянскую Красную Армию и направлен на фронт. Был автоматчиком 269-го стрелкового полка 136-й стрелковой дивизии 38-й армии Воронежского фронта. Отличился во время освобождения Киевской области.
13 октября 1943 года, действуя в составе штурмовой группы, которая освобождала село Лютеж Вышгородского района, уничтожил несколько солдат противника. 17 октября 1943 года возглавил группу разведчиков и отличился во время освобождения села Новые Петровцы.
Указом Президиума Верховного Совета СССР «О присвоении звания Героя Советского Союза генералам, офицерскому, сержантскому и рядовому составу Красной Армии» от 10 января 1944 года за «образцовое выполнение боевых заданий командования на фронте борьбы с немецко-фашистскими захватчиками и проявленные при этом отвагу и геройство» удостоен высокого звания Героя Советского Союза с вручением ордена Ленина и медали «Золотая Звезда».
19 сентября 1944 года погиб в бою. Похоронен в населённом пункте Гута Поляньска в 15 километрах к юго-западу от города Дукля (Польша).
Был также награждён двумя орденами Красной Звезды и медалью.